# Tour der englischen Rugby-Union-Nationalmannschaft nach Neuseeland 1985
| Tour der Engländer nach Neuseeland 1985 | Tour der Engländer nach Neuseeland 1985 | Tour der Engländer nach Neuseeland 1985 | Tour der Engländer nach Neuseeland 1985 | Tour der Engländer nach Neuseeland 1985 |
| Übersicht                               | S                                       | G                                       | U                                       | N                                       |
| --------------------------------------- | --------------------------------------- | --------------------------------------- | --------------------------------------- | --------------------------------------- |
| Test Matches                            | 2                                       | 0                                       | 0                                       | 2                                       |
| Sonstige Spiele                         | 5                                       | 4                                       | 0                                       | 1                                       |
| Gesamt                                  | 7                                       | 4                                       | 0                                       | 3                                       |
|                                         |                                         |                                         |                                         |                                         |
| Neuseeland                              | 2                                       | 0                                       | 0                                       | 2                                       |

Die Tour der englischen Rugby-Union-Nationalmannschaft nach Neuseeland 1985 umfasste eine Reihe von Freundschaftsspielen der englischen Rugby-Union-Nationalmannschaft. Sie reiste im Mai und Juni 1985 durch Neuseeland und bestritt während dieser Zeit sieben Spiele. Darunter waren zwei Test Matches gegen die argentinische Nationalmannschaft, die beide verloren gingen. Hinzu kamen fünf Begegnungen mit regionalen Auswahlmannschaften, die mit vier Siegen und einer Niederlage endeten.

## Spielplan
- Hintergrundfarbe grün = Sieg
- Hintergrundfarbe rot = Niederlage

(Test Matches sind grau unterlegt; Ergebnisse aus der Sicht Englands)
| # | Datum         | Gegner                              | Ort          | Stadion            | Ergebnis |
| - | ------------- | ----------------------------------- | ------------ | ------------------ | -------- |
| 1 | 18. Mai 1985  | North Auckland Rugby Football Union | Whangārei    | Okara Park         | 27:14    |
| 2 | 22. Mai 1985  | Poverty Bay Rugby Football Union    | Gisborne     | Rugby Park         | 45:0     |
| 3 | 25. Mai 1985  | Auckland Rugby Football Union       | Auckland     | Eden Park          | 6:25     |
| 4 | 28. Mai 1985  | Otago Rugby Football Union          | Dunedin      | Carisbrook         | 25:16    |
| 5 | 01. Juni 1985 | Neuseeland                          | Christchurch | Lancaster Park     | 13:18    |
| 6 | 04. Juni 1985 | Southland Rugby Football Union      | Invercargill | Rugby Park Stadium | 15:9     |
| 7 | 08. Juni 1985 | Neuseeland                          | Wellington   | Athletic Park      | 15:42    |

## Test Matches
| 1. Juni 1985 14:30 NZST | Neuseeland               | 18 : 13         | England                                                          | Lancaster Park, Christchurch Zuschauer: 29.000 Schiedsrichter: Kerry Fitzgerald (Australien) |
| 1. Juni 1985 14:30 NZST | Straftritte: Crowley (6) | (12:13) Bericht | Versuche: Harrison Teague Erhöhungen: Barnes Straftritte: Barnes | Lancaster Park, Christchurch Zuschauer: 29.000 Schiedsrichter: Kerry Fitzgerald (Australien) |

Aufstellungen:
- Neuseeland: John Ashworth, Kieran Crowley, Andy Dalton , Craig Green, Jock Hobbs, David Kirk, John Kirwan, Gary Knight, Murray Mexted, Murray Pierce, Steve Pokere, Mark Shaw, Wayne Smith, Warwick Taylor, Gary Whetton
- England: Steve Bainbridge, Stuart Barnes, Steve Brain, David Cooke, Huw Davies, Paul Dodge , Jon Hall, Mike Harrison, Paul Huntsman, Nigel Melville, John Orwin, Gary Pearce, Jamie Salmon, Simon Smith, Mike Teague

| 8. Juni 1985 14:30 NZST | Neuseeland | 42 : 15        | England                                                          | Athletic Park, Wellington Zuschauer: 20.000 Schiedsrichter: Kerry Fitzgerald (Australien) |
| 8. Juni 1985 14:30 NZST | Versuche: Green (2) Hobbs Kirwan Mexted Shaw Erhöhungen: Crowley (3) Straftritte: Crowley (3) Dropgoals: Smith | (13:9) Bericht | Versuche: Hall Harrison Erhöhungen: Barnes (2) Dropgoals: Barnes | Athletic Park, Wellington Zuschauer: 20.000 Schiedsrichter: Kerry Fitzgerald (Australien) |

Aufstellungen:
- Neuseeland: John Ashworth, Kieran Crowley, Andy Dalton , Craig Green, Jock Hobbs, David Kirk, John Kirwan, Gary Knight, Murray Mexted, Murray Pierce, Steve Pokere, Mark Shaw, Wayne Smith, Warwick Taylor, Gary Whetton
- England: Steve Bainbridge, Stuart Barnes, Steve Brain, David Cooke, Huw Davies, Paul Dodge , Jon Hall, Mike Harrison, Paul Huntsman, Nigel Melville, John Orwin, Gary Pearce, Jamie Salmon, Simon Smith, Mike Teague 
 Wade Dooley, Richard Hill

## Kader

### Management
- Tourmanager: Derek Morgan
- Managerassistent: Brian Ashton
- Trainer: Martin Green
- Kapitän: Paul Dodge

### Spieler
| Spieler        | Position           | Mannschaft       |
| -------------- | ------------------ | ---------------- |
| Stuart Barnes  | Halbspieler        | Bath FC          |
| Huw Davies     | Gedrängehalb       | Wasps RFC        |
| Richard Hill   | Halbspieler        | Bath FC          |
| Nigel Melville | Halbspieler        | Wasps RFC        |
| Bryan Barley   | Dreiviertelspieler | Wakefield RFC    |
| Paul Dodge     | Dreiviertelspieler | Leicester Tigers |
| John Goodwin   | Dreiviertelspieler | Moseley RFC      |
| Mike Harrison  | Dreiviertelspieler | Wakefield RFC    |
| Jamie Salmon   | Dreiviertelspieler | Harlequins       |
| Simon Smith    | Dreiviertelspieler | Wasps RFC        |
| Chris Martin   | Schlussmann        | Bath FC          |
| Ian Metcalfe   | Schlussmann        | Moseley RFC      |

| Spieler          | Position | Mannschaft               |
| ---------------- | -------- | ------------------------ |
| Steve Bainbridge | Stürmer  | Fylde RFC                |
| Steve Brain      | Stürmer  | Coventry RFC             |
| David Cooke      | Stürmer  | Harlequins               |
| Wade Dooley      | Stürmer  | Preston Grasshoppers RFC |
| Jon Hall         | Stürmer  | Bath FC                  |
| Robert Hesford   | Stürmer  | Bristol FC               |
| Paul Huntsman    | Stürmer  | Headingley FC            |
| John Orwin       | Stürmer  | Gloucester RFC           |
| Gary Pearce      | Stürmer  | Northampton Saints       |
| Malcolm Preedy   | Stürmer  | Gloucester RFC           |
| Gary Rees        | Stürmer  | Nottingham RFC           |
| Austin Sheppard  | Stürmer  | Bristol FC               |
| A. Simpson       | Stürmer  | Sale Sharks              |
| Mike Teague      | Stürmer  | Gloucester RFC           |